# RRDTool

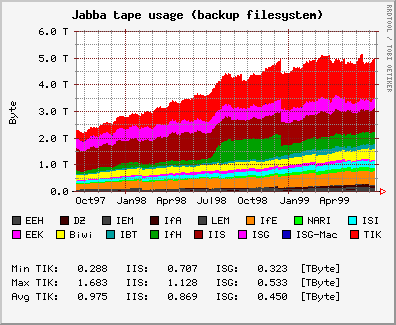
Exemplo de gráfico gerado pela ferramenta RRDTool

RRDTool é um sistema de base de dados round-robin criado por Tobias Oetiker sob licença GNU GPL. Foi desenvolvido para armazenar séries de dados numéricos sobre o estado de redes de computadores, porém pode ser empregado no armazenamento de qualquer outra série de dados como temperatura, uso de CPU, etc. RRD é um modo abreviado de se referir a Round Robin Database (base de dados round-robin).
A base de dados gerada possui um tamanho máximo o qual uma vez atingido não é ultrapassado. Os dados numéricos armazenados são consolidados conforme a configuração fornecida, de modo que a resolução deles seja reduzida de acordo com o tempo que eles estão armazenados. Neste processo, apenas as médias dos valores antigos são armazenados.
O RRDTool também pode produzir gráficos que permitem ter uma ideia visual dos dados armazenados, os quais podem ser utilizados ou exibidos por outros sistemas. 